# Targhe d'immatricolazione dell'Indonesia
Le targhe d'immatricolazione dell'Indonesia sono un'eredità dell'era coloniale olandese; esse non riflettono quindi le attuali divisioni regionali in province ma utilizzano ancora il vecchio sistema olandese delle regioni 'Karesidenan'.
Il formato delle targhe, a parte casi speciali, prevede una o due lettere per la regione di registrazione, seguite da fino a 4 cifre e da una o due lettere (opzionali).
Ad esempio una targa D 1028 EB indica un veicolo proveniente dalla provincia di Bandung.

## Tipi di targhe
Ci sono diversi tipi di targhe, che si possono distinguere per il loro colore:
- testo bianco su sfondo nero: il tipo più comune, destinato ai veicoli di proprietà di normali cittadini
- rosso su bianco: veicoli non ancora registrati oppure nuove auto ancora senza proprietario
- nero su giallo: veicoli per il trasporto pubblico, quali bus o taxi
- bianco su rosso: veicoli del governo
- nero su bianco: veicoli appartenenti a paesi inglesi
utilizzato dalle ambasciate e dalle organizzazioni internazionali, vedi sezione apposita
- l'esercito, la polizia, i vigili del fuoco hanno colori personalizzati, e le loro targhe includono spesso anche i loro stemmi ed eventualmente il grado dell'ufficiale a cui appartengono
- ci sono inoltre convenzioni particolari per i membri più importanti del governo, quali presidente, vice, etc.

## Regione di registrazione

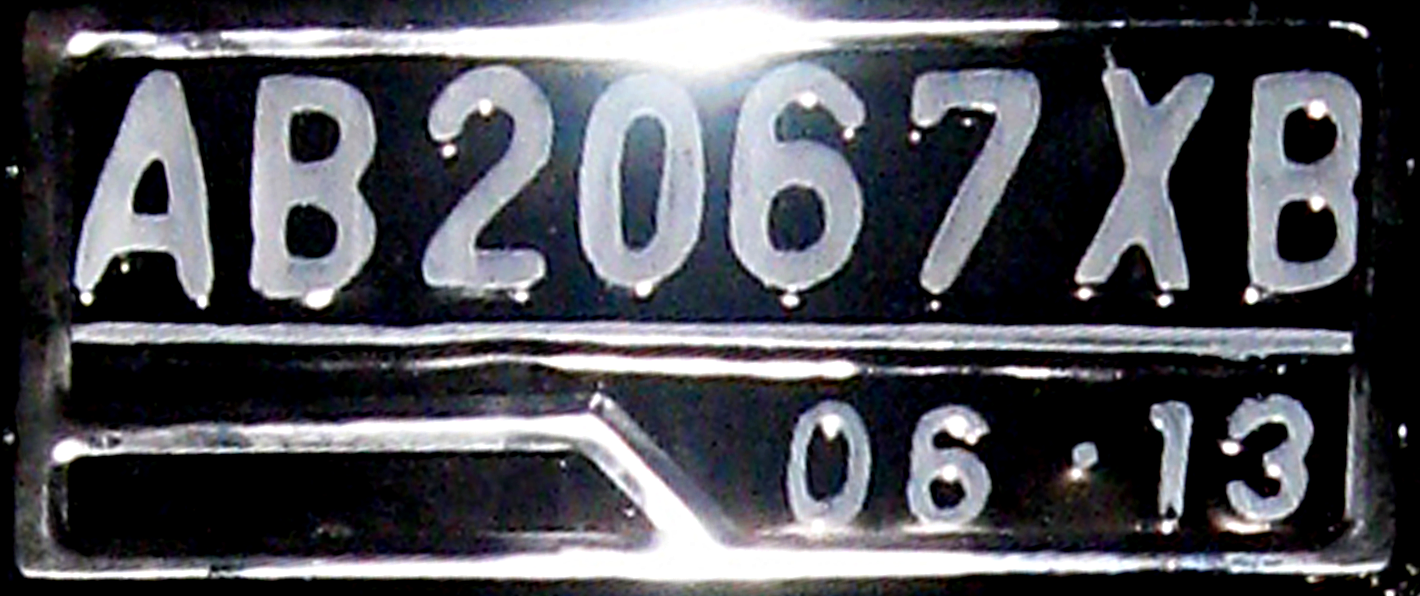
Yogyakarta

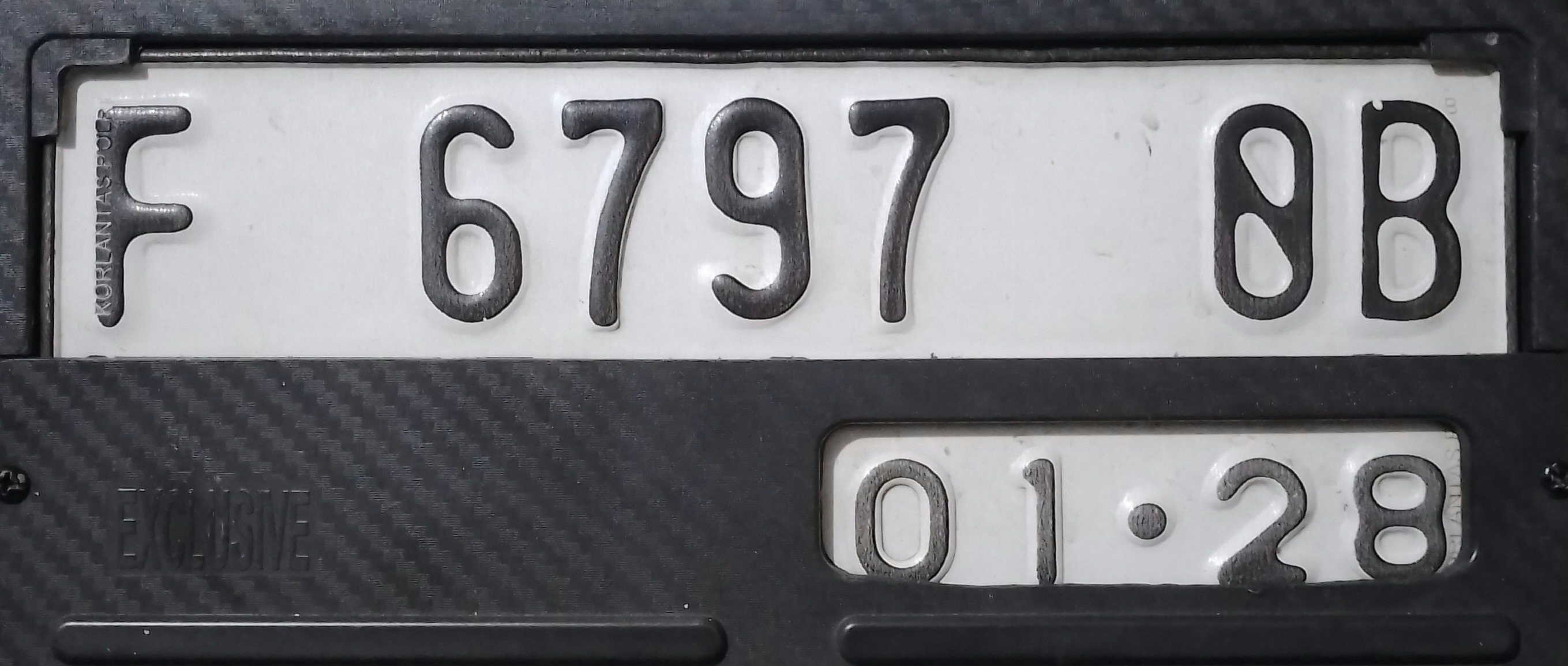

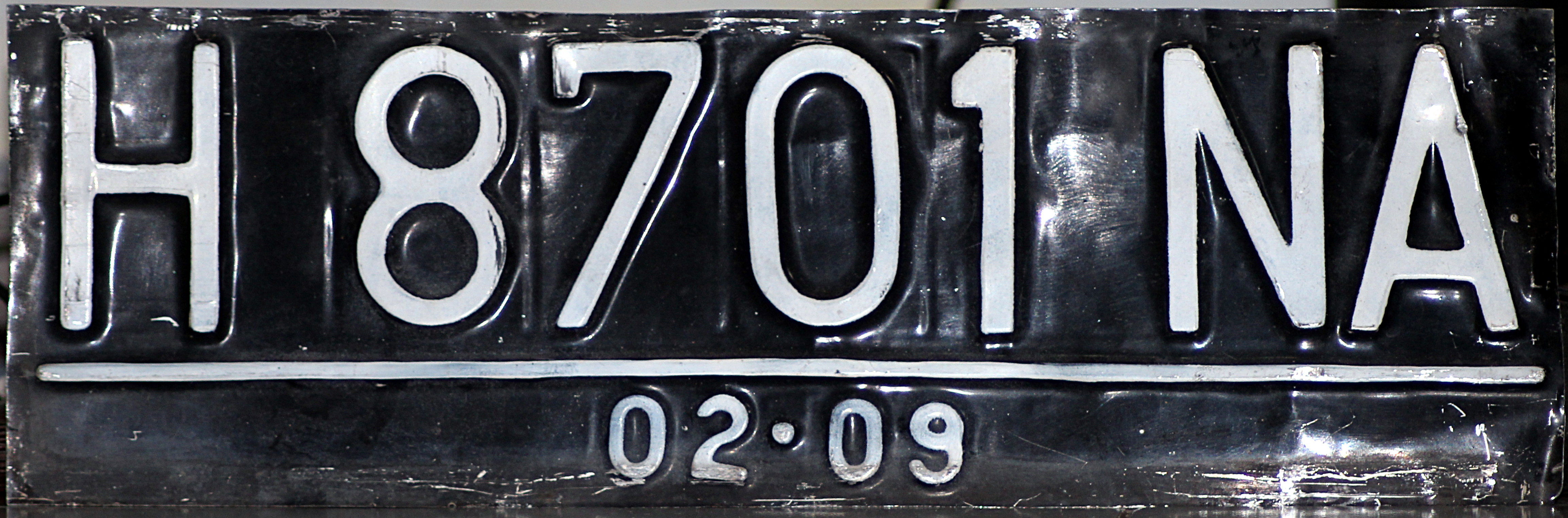
Semarang

- A: Banten
- AA: Kedu

- AB: Yogyakarta
- AD: Surakarta
- AE: Madiun
- AG: Kediri
- B: Giacarta
- BA: Sumatra occidentale
- BB: Sumatra settentrionale
- BD: Bengkulu
- BE: Lampung
- BG: Sumatra meridionale
- BH: Jambi
- BK: Sumatra settentrionale
- BL: Aceh
- BM: Riau
- BN: Bangka
- D: Priangan (area di Bandung)
- DA: Kalimantan meridionale
- DB: Minahasa
- DD: Sulawesi Meridionale
- DE: Maluku meridionale
- DG: Maluku settentrionale
- DH: Timor
- DK: Bali
- DL: Sangihe
- DM: Sulawesi settentrionale
- DN: Sulawesi centrale
- DR: Lombok
- DS: Papua
- E: Cirebon
- EA: Sumbawa
- EB: Flores
- ED: Sumba
- F: Bogor,Sukabumi
- G: Pekalongan

- H: Semarang
- K: Pati
- KB: Kalimantan occidentale
- KH: Kalimantan centrale
- KT: Kalimantan orientale
- L: Surabaya
- M: Madura
- N: Malang
- P: Besuki
- R: Banyumas
- S: Bojonegoro
- T: Purwakarta
- W: area di Surabaya
- Z: Bandung orientale

## Targhe speciali

### Targhe per paesi stranieri e organizzazioni internazionali
Le targhe destinate a paesi stranieri e organizzazioni internazionali adottano una convenzione diversa; sono composte dalle lettere CD seguite da due o tre cifre che indicano il paese o l'organizzazione, seguiti poi da tre cifre sequenziali. Il testo è nero su sfondo bianco. Lista dei codici dei paesi e delle organizzazioni:
- CD 12: Stati Uniti d'America
- CD 13: India
- CD 14: Regno Unito
- CD 15: Vaticano
- CD 16: Norvegia
- CD 17: Pakistan
- CD 18: Birmania
- CD 19: Cina
- CD 20: Svezia
- CD 21: Arabia Saudita
- CD 22: Thailandia
- CD 23: Egitto
- CD 24: Francia
- CD 25: Filippine
- CD 26: Australia
- CD 27: Iraq
- CD 28: Belgio
- CD 29: Emirati Arabi Uniti
- CD 30: Italia
- CD 31: Svizzera
- CD 32: Germania
- CD 33: Sri Lanka
- CD 34: Danimarca
- CD 35: Canada
- CD 36: Brasile
- CD 37: Russia
- CD 38: Afghanistan
- CD 39: ex-Jugoslavia ?
- CD 40: Repubblica Ceca
- CD 41: Finlandia
- CD 42: Messico
- CD 43: Ungheria
- CD 44: Polonia
- CD 45: Iran
- CD 47: Malaysia
- CD 48: Turchia
- CD 49: Giappone
- CD 50: Bulgaria
- CD 51: Cambogia
- CD 52: Argentina
- CD 53: Romania
- CD 54: Grecia
- CD 55: Giordania
- CD 56: Austria
- CD 57: Siria
- CD 58: UNDP
- CD 59: Nuova Zelanda
- CD 60: Paesi Bassi
- CD 61: Yemen
- CD 62: Unione Postale Universale
- CD 63: Portogallo
- CD 64: Algeria
- CD 65: Corea del Nord
- CD 66: Vietnam
- CD 67: Singapore
- CD 68: Spagna
- CD 69: Bangladesh
- CD 70: Panama
- CD 71: UNICEF
- CD 72: UNESCO
- CD 73: FAO
- CD 74: OMS
- CD 75: Corea del Sud
- CD 76: ADB
- CD 77: Banca Mondiale
- CD 78: IMF
- CD 79: Organizzazione internazionale del lavoro
- CD 80: Papua Nuova Guinea
- CD 81: Nigeria
- CD 82: Cile
- CD 83: UNHCR
- CD 84: Programma alimentare mondiale
- CD 85: Venezuela
- CD 86: ESCAP
- CD 87: Colombia
- CD 88: Brunei
- CD 89: UNIC
- CD 90: Società finanziaria internazionale
- CD 91: UNTAET
- CD 97: Croce Rossa
- CD 98: Marocco
- CD 99: Unione europea
- CD 100: Segreteria ASEAN
- CD 101: Tunisia
- CD 102: Kuwait
- CD 103: Laos
- CD 104: Palestina
- CD 105: Cuba
- CD 106: AIPO
- CD 107: Libia
- CD 108: Perù
- CD 109: Slovacchia
- CD 110: Sudan
- CD 111: Fondazione ASEAN
- CD 112: UTUSAN
- CD 113: CIFOR
- CD 114: Bosnia ed Erzegovina
- CD 115: Libano
- CD 116: Sudafrica
- CD 117: Croazia
- CD 118: Ucraina
- CD 119: Mali
- CD 120: Uzbekistan
- CD 121: Qatar
- CD 122: UNFPA
- CD 123: Mozambico
- CD 124: Isole Marshall

### Targhe per personalità pubbliche
Le targhe dei veicoli appartenenti ai membri più importanti del governo, quali il presidente o il vice presidente, iniziano sempre con le lettere RI seguite da numeri. Ad esempio, la targa del veicolo del presidente è "RI-1", mentre quella del suo vice è "RI-2".

### Targhe personalizzate
Alcune persone pagano qualcosa in più o corrompono un ufficiale per ottenere una targa personalizzata. Poiché il sistema utilizzato non è molto flessibile, le persone cercano combinazioni di lettere e numeri che riproducono giochi di parole o nomi. Idris Sardi, una violinista, ha una targa con la sigla B 10 LA che gioca sul significato di Biola in Bahasa Indonesia, ossia violino. Leoni, una famosa attrice e cantante, utilizza la sigla L 30 NI per la sua automobile.